# 红口棘口吸虫
红口棘口吸虫（学名：Echinostoma operosum）为棘口科棘口属的动物。分布于巴西以及中国大陆的福建等地，营寄生生活，宿主扇尾沙锥、针尾沙锥等以及寄生于肠。

## 外部連結
- 寄生蟲學-Nematoda(線蟲)-Echinostoma spp.(棘口吸蟲) （页面存档备份，存于）